# Gigantione rathbunae
Gigantione rathbunae is een pissebed uit de familie Bopyridae. De wetenschappelijke naam van de soort is voor het eerst geldig gepubliceerd in 1910 door Thomas Roscoe Rede Stebbing. Het is een parasiet die ontdekt werd in de Salomonseilanden en die leeft op de krabbensoort Actaea polyacantha. De soort is genoemd naar de carcinologe Mary Jane Rathbun.